# 梶田征則
梶田 征則（かじた せいそく、1967年 - ）は、日本の映画監督、脚本家。東京都出身。

## 来歴
東京都出身。高校卒業後、外装業の会社に入社。その頃、友人に誘われ、映画サークルに参加し、自主制作映画をいくつか制作。
『RANSOM ランサム』（1993年）が、ビジネスジャンプCINEMAだいすき!映像大賞に入選し、読売テレビ系列で放映。
その後、1997年に制作した『上六下八 ジョウロクゲハチ』が、第1回インディーズムービーフェスティバルに入選し、パーフェクトTVスターチャンネル賞、第1回水戸短編映像祭審査員奨励賞を受賞する。
その後、執筆した『ミラーを拭く男』の脚本が、サンダンス・NHK国際映像作家賞2002を受賞し、監督する。『ミラーを拭く男』は、父親が定年前に仕事を辞めて家族が混乱した自身の体験をもとに書かれている。その後、いくつかの作品を監督するとともに、プロットライターや脚本家として映像に携わっている。

## 作品

### 映画
- RANSOM ランサム（1993年、監督・脚本）※自主制作映画
- 上六下八 ジョウロクゲハチ（1997年、監督・脚本）※自主制作映画
- 向島黄色倶楽部（1998年、タイムリーオフィス、脚本）監督：壁谷悌之
- 発禁本カストリキネマ「四畳半襖の下張（永井荷風伝）」（2002年、パル企画、日本スカイウェイ、監督）
- 発禁本カストリキネマ「有楽町夜景（田村泰次郎伝）」（2002年、パル企画、日本スカイウェイ、監督）
- 発禁本カストリキネマ「赤い帽子の女（芥川龍之介伝）」（2002年、パル企画、日本スカイウェイ、監督）
- ミラーを拭く男（2004年、監督・脚本）
- 地球の魅力（2007年、ムービングピクチャーズ、監督・脚本）
- ストレンジャーズ6（2012年、日中韓の国際共同制作、プロット協力）
- リアル人狼ゲーム 戦慄のクラッシュ・ルーム（2014年、パル企画、監督・脚本）

### オリジナルビデオ
- 衝撃！ゴト師のすべて（1999年、ブロードウェイ、編集）

### ライブ映像
- しらさやえみ＆神奈川フィルハーモニー管弦楽団　サマーポップスコンサート（1998年、マッジク・ワン・コーポレーション、演出）

### 企業用VP（ビデオパッケージ）
- 日本クリマックス（1999年、演出）
- コニカ業務用コピー機米国限定VP（2002年、演出）
- コニカ業務用コピー機米国限定VP（2003年、演出）

## 受賞歴
『RANSOM ランサム』
- 第4回BJ CINEMAだいすき!映像大賞入選
- 第12回あきる野映画祭入選

『上六下八 ジョウロクゲハチ』
- 第1回インディーズムービーフェスティバル入選
- パーフェクトTVスターチャンネル賞
- 第1回水戸短編映像祭審査員奨励賞

『ミラーを拭く男』
- サンダンス・NHK国際映像作家賞2002受賞
- 2003モントリオール映画祭正式招待作品
- 函館港イルミナシオン映画祭オープニング作品
- 2004シネクエスト映画祭招待作品
- 2004年中国金鶏賞特別招待作品
- PTA全国協議会推薦映画

『地球の魅力』
- Chanoma Film Festival 2006招待作品